# Dwór Starościński
Zespół Dworu Starościńskiego mieści się w centrum królewskiego miasta Leżajska. Obecnie znajduje się w nim siedziba Muzeum Ziemi Leżajskiej.
 Zespół dworu starościńskiego wpisany jest do rejestru zabytków pod nr rej.: A-747 z 12.12.1992: i obejmuje, - dwór starościński, - 4 oficyny

## Historia
Historia Dworu Starościńskiego sięga pierwszej połowy XVI wieku. Wówczas to król Zygmunt I Stary dokonał ponownej lokacji miasta, a ówczesny starosta Krzysztof Szydłowiecki wzniósł okazałą rezydencję.
Pierwotny dwór składał się z domu starosty, odrębnego domu dla służby, zabudowań gospodarczych: piekarni, browaru, słodowni, stajni, piwnic. Były tu także łazienki i więzienie starościńskie. Całość otoczono wałami ziemnymi, na których postawiono parkan pokryty gontem. W obwodzie obwarowań znajdowała się drewniana, trzypiętrowa wieża, pełniąca zarówno funkcje obronne, jak i gospodarcze, była też brama i cztery furty. Starosta szydłowiecki wyposażył budynki dworskie m.in. w piece kaflowe i szklane okna.
W 1609 roku Leżajsk i Dwór złupił warchoł – Stanisław Stadnicki, zwany Diabłem Łańcuckim. Najechał on miasto w czasie toczonej latami, wyniszczającej prywatnej wojny ze Starostą Leżajska – Łukaszem Opalińskim. W połowie XVII wieku Dwór Starościński został zniszczony przez Kozaków i wojska Księcia Siedmiogrodu Jerzego II Rakoczego. Najazd tatarski w 1672 roku i przemarsze wojsk w czasie trzeciej wojny północnej na początku XVIII wieku również przyczyniły się do popadania dworu w ruinę, zwłaszcza, że kolejni starostowie z rodziny Potockich (od 1655 roku) nie mieszkali tam, wybierając pobliski Tarnawiec. W latach 1760–1770 Potoccy, na miejscu zniszczonej siedziby starościńskiej, zbudowali parterowy murowany dwór, który istnieje do dziś.
W 1918 roku Dwór Starościński stanowiący część ordynacji łańcuckiej został wynajęty od Potockich na potrzeby utworzonego w 1912 roku Miejskiego Gimnazjum Realnego, które od 1922 roku nosiło nazwę Gimnazjum Państwowe, a w 1926 roku otrzymało imię Bolesława Chrobrego. W latach 1932–1933 władze miasta sfinalizowały odkupienie dworu i przebudowały do potrzeb szkoły. W czasach II wojny światowej i okupacji zespół Dworu Starościńskiego pełnił funkcję koszar dla wojsk niemieckich. Po wyzwoleniu zespół Dworu Starościńskiego pełnił funkcje szkoły – mieściło się tutaj Liceum Ogólnokształcące i Szkoła Podstawowa nr 4.